# New Middletown (Ohio)
New Middletown – wieś w USA, w hrabstwie Mahoning, w stanie Ohio. Według danych z 2000 roku wieś miała 1682 mieszkańców.